# Torridge
Torridge je řeka v anglickém hrabství Devon. Je dlouhá 93 kilometrů. Pramení u vesnice Meddon. Jejími přítoky jsou Okement a Taw. Vlévá se do Bristolského zálivu. Torridge protéká klidnou venkovskou krajinou, která je využívána k rekreaci. Loví se zde lososi a pstruzi. V Bidefordu vede přes řeku památkově chráněný most ze 13. století.
Podle řeky se jmenuje distrikt Torridge v severozápadním Devonu.
Torridge je dějištěm knihy Henryho Williamsona o vydřím samečkovi Vodní poutník Tarka. Po Tarkovi je také pojmenována pěší a cyklistická stezka vedoucí podél řeky.